# タイラー・ガトリン
タイラー・ガトリン（Tyler Gatlin、1987年6月26日 - ）は、アメリカ合衆国のバスケットボール指導者。
テキサス州のダラス出身。

## 略歴
サンディエゴ大学卒業後、アメリカのNBA Gリーグや独立リーグなどでバスケットボール指導者としてキャリアを積む。
2022年6月、京都ハンナリーズのアシスタントコーチに就任。翌年、退任。
2023年5月、東京八王子ビートレインズのヘッドコーチに就任。

## 所属歴
- ダラス・インパクト（英語版）(ABA) ゼネラルマネージャー（2010-2011）
- テキサス・レジェンズ(NBA Dリーグ) アシスタントコーチ（2011-15）
- ノースダラス・バンダルズ(ABA) アソシエイトヘッドコーチ（2011-12）[3]
- ノースダラス・バンダルズ(ABA) ヘッドコーチ（2012-14）
- ベイカーズフィールドジャム／北アリゾナサンズ アシスタントコーチ（2015-18）
- ストックトン・キングス(NBA Gリーグ) アシスタントコーチ（2018-19）
- ストックトンキングス(NBA Gリーグ) アソシエイトヘッドコーチ（2019-20）
- KCCイージス(KBL) アシスタントコーチ（2020-22）
- 京都ハンナリーズ アシスタントコーチ（2022-2023）
- 東京八王子ビートレインズ ヘッドコーチ（2023-）